# Battaglia di Chio (1319)
La battaglia di Chio fu una battaglia navale combattuta al largo dell'isola egea di Chio tra i Cavalieri Ospitalieri e la flotta turca dell'emirato degli Aydınidi.

## Antefatto
Il collasso della potenza bizantina in Anatolia occidentale e nel Mar Egeo sul finire del XIII secolo, come pure lo scioglimento della marina bizantina nel 1284, crearono un vuoto di potere nella regione, di cui approfittarono i baliaggi turchi ed i razziatori ghazi. Utilizzando marinai greci locali, i turchi iniziarono ad intraprendere attività di pirateria nell'Egeo, concentrandosi essenzialmente sui numerosi possedimenti occidentali. L'attività dei corsari turchi venne sostenuta dalle faide tra le principali repubbliche marinare, la Repubblica di Venezia e la Repubblica di Genova. Nel 1304, i turchi di Menteshe (e poi gli Aydınidi) catturarono la città portuale di Efeso, e tutte le isole dell'Egeo orientale sembravano condannate a cadere nelle mani dei turchi. Per contrastare questo evento calamitoso, in quello stesso anno i genovesi occuparono Chio, dove Benedetto I Zaccaria fondò un principato minore, mentre nel 1308 circa i Cavalieri Ospitalieri occuparono Rodi. Queste due potenze contrastarono i pirati turchi insieme sino al 1329.

## La battaglia di Chio e le sue conseguenze
Nel luglio del 1319, la flotta aydınide, sotto il comando personale dell'emiro Mehmed Beg, partì dal porto di Efeso. Con 18 galee ed altri 18 vascelli, raggiunse il largo di Chio dove trovò la flotta degli Ospitalieri con 24 navi e 80 cavalieri a bordo, al comando di Alberto di Schwarzburg, a cui si aggiunse uno squadrone di una galea e sei altre navi al comando di Martino Zaccaria da Chio. La battaglia si concluse con una schiacciante vittoria delle armate cristiane e solo sei vascelli turchi riuscirono a sfuggire per evitare la cattura o la distruzione.
Alla vittoria fece seguito la cattura di Lero, la cui popolazione greca si era ribellata in nome dell'imperatore bizantino ed aveva riportato l'isola a quest'ultimo, mentre un'altra vittoria venne portata avanti l'anno successivo quando i turchi tentarono di invadere Rodi. Papa Giovanni XXII ricompensò Schwarzburg concedendogli l'incarico di "gran precettore" di Cipro da cui era stato dispensato due anni prima, promettendogli inoltre la commenda di Coo se fosse stato in grado di recuperare l'isola.

## L'impatto
Secondo lo storico Mike Carr, la vittoria di Chio fu una delle più significative per l'epoca dal momento che venne conseguita su iniziativa dei Cavalieri Ospitalieri e degli Zaccaria senza il supporto né il finanziamento di alcuna delle potenze europee occidentali, né tanto meno del papato che era ancora impegnato nell'organizzazione di una crociata in Terra Santa. Fu sempre questa lega cristiana a contrastare la pirateria turca negli anni successivi.
La sconfitta di Chio ad ogni modo non fermò l'ascesa della potenza degli Aydınidi. Gli Zaccaria vennero poco dopo costretti a consegnare il loro avamposto di Smirne al figlio di Mehmed, Umur Beg, sotto la cui guida la flotta aydınide riuscirà ad avere la meglio nell'Egeo per i due decenni successivi, sino alle Crociate smirniote (1343–1351) che spezzarono definitivamente il potere dell'emirato aydınide.